# Dysmathosoma picipes
Dysmathosoma picipes là một loài bọ cánh cứng trong họ Cerambycidae.